# Sólo para socios
"Sólo para socios" (en idioma original, "Members Only") es el episodio número 66 de la serie de la HBO Los Soprano, y el primero de la sexta temporada. Escrito por Terence Winter y dirigido por Tim Van Patten, se emitió originalmente el 12 de marzo de 2006.

## Reparto
- James Gandolfini como Tony Soprano
- Lorraine Bracco como Dr. Jennifer Melfi
- Edie Falco como Carmela Soprano
- Michael Imperioli como Christopher Moltisanti
- Dominic Chianese como Corrado Soprano, Jr.
- Steven Van Zandt como Silvio Dante
- Tony Sirico como Paulie Gualtieri
- Robert Iler como Anthony Soprano, Jr.
- Jamie-Lynn Sigler como Meadow Soprano
- Aida Turturro como Janice Soprano Baccalieri
- Steven R. Schirripa como Bobby Baccalieri
- Vincent Curatola como Johnny Sack
- Frank Vincent como Phil Leotardo
- John Ventimiglia como Artie Bucco
- Dan Grimaldi como Patsy Parisi
- Joseph R. Gannascoli como Vito Spatafore
- Toni Kalem como Angie Bonpensiero

### Estrellas invitadas
- Jerry Adler como Hesh Rabkin

### Otras estrellas invitadas
- Drea De Matteo como Adriana La Cerva
- Frankie Valli como Rusty Millio
- Robert Funaro como Eugene Pontecorvo
- Tom Aldredge como Hugh De Angelis
- Sharon Angela como Rosalie Aprile
- John Bianco como Gerry Torciano
- Denise Borino como Ginny Sacrimoni
- Joe Caniano como Teddy Spirodakis
- Carl Capotorto como Little Paulie
- Max Casella como Benny Fazio
- Greg D'Agostino como Jimmy Lauria
- Suzanne Di Donna como Deanne Pontecervo
- Danielle Di Vecchio como Barbara Soprano Giglione
- Will Janowitz como Finn DeTrolio
- Michael Kelly como Agente Goddard
- George Loros como Raymond Curto
- Lou Martini, Jr. como Anthony Infante
- Arthur J. Nascarella como Carlo Gervasi
- Matt Pepper como Agente Gosling
- Anthony J. Ribustello como Dante Greco
- Thomas Russo como Robbie Pontecorvo
- Matt Servitto como Agente Dwight Harris
- Daniel Stewart Sherman como Ron Senkowski
- David Shumbris como Eli Kaplan
- Tracey Silver como Beth Kaplan
- Lenny Venito como James "Murmur" Zancone
- Karen Young como Agent Robyn Sanseverino
- Nick Annunziata como Eddie Pietro
- Ai Kiyono como camarera del bar de sushi
- Lisa Sue Miller como camarera del Bada Bing!
- Brianna and Kimberly Laughlin como Domenica Baccalieri
- Grace Van Patten como Ally Pontecorvo

## Resumen del episodio
Han pasado alrededor de dos años desde el anterior episodio. Dos agentes del FBI viajan en coche y el conductor afirma: "Nunca nadie se ha arruinado subestimando el gusto del público estadounidense", parafraseando a  H.L. Mencken. El otro agente, Dwight Harris, de repente empieza a sentir náuseas y vómitos, durante las que se oye la una banda sonora. La canción, "Seven souls", de Material, inicia una narración de apertura, una versión acortada del ensayo "Los antiguos egipcios postularon siete almas",  extraído de la novela Tierras del Occidente, de William S. Burroughs.
La narración va acompañada de pequeños fragmentos de la vida actual de algunos de los personajes, y en ella se relaciona cada personaje con los distintos elementos del concepto de “alma” que tenían los antiguos egipcios: Vito Spatafore (Ren, el nombre secreto) ha perdido bastante peso y se ha convertido en el portavoz del Thin Club; Janice Soprano da el pecho a su hija Domenica, que ha tenido con Bobby Baccalieri; Eugene Pontecorvo y Bobby (Sekem: energía, poder, luz) – Eugene y su esposa están eufóricos tras recibir la notificación de una herencia, y Bobby ha empezado su hobby de modelismo ferroviario; Meadow (Khu, el ángel guardián) le hace un baile sexy a su prometido Finn DeTrolio; Ray Curto (Ba, el corazón, a veces traicionero) hace ejercicio en una cinta andadora; Anthony Junior (Ka, el doble) ya va a la universidad y se toma una foto con el teléfono móvil, emulando el tatuaje de su tía Janice; Adriana La Cerva (Khaibit, la sombra, la memoria) se aparece ante una preocupada Carmela Soprano; y Tony ayuda al tío Junior (Sekhu, los restos) a encontrar una gran cantidad de dinero que Junior cree haber enterrado en su jardín hace 30 años.
Phil Leotardo es ahora el jefe en funciones de la familia del crimen Lupertazzi y se encarga de las tareas diarias mientras Johnny Sack está en prisión. Después de cenar en un restaurante chino en Brooklyn, Hesh Rabkin y su cuñado Eli, que había estado trabajando como prestamista para Hesh, son asaltados por algunos socios de la familia de Nueva York. Los obligan a salir del coche, le rompen la nariz a Hesh y golpean a Eli, quien, tratando de escapar, es atropellado por un coche. En el hospital, Hesh le pide a Tony que medie en el conflicto. Tony intenta llegar a Johnny Sack a través de su cuñado optometrista, Anthony Infante, pero Johnny está demasiado ocupado con los problemas financieros de su familia inmediata. Tony, Christopher Moltisanti, que ahora se ha convertido en “caporegime” de la familia, y Vito quedan con Phil y Gerry “El Peinado” Torciano detrás del Bada Bing!. Tony y Phil habían tenido sus desavenencias por sus respectivos porcentajes en su último proyecto inmobiliario, pero ambos incidentes se resuelven. Resulta que los hombres de Nueva York estaban protegiendo el área de Gerry y no sabían que Eli estaba trabajando para Hesh y la familia Soprano; así que acuerdan compensar a Eli con $50,000. Después del encuentro, Tony comenta a Christopher que Phil lo ha impresionado mucho, ya que ha cambiado mucho al convertirse en jefe - ya no se muestra hostil como antes por la muerte de su hermano y tiene voluntad por hacer compromisos. Christopher, sin embargo, permanece hostil y receloso, ya que recuerda que Phil quiso verlo muerto.
Vito no se corta en decirle a determinada gente que sería un candidato muy competente para el puesto de jefe de la familia si algo le sucediese a Tony, ya que es el que mayores ingresos aporta.
Eugene Pontecorvo ha heredado de su tía poco más de dos millones de dólares, y él y su mujer Deanne quieren gastar ese dinero en mudarse a Fort Myers, Florida. Eugene visita a Tony para pedirle permiso para mudarse y le regala unos caros relojes de pulsera. Tony le dice a Eugene que hizo un juramento (como se vio en el episodio “Hijo afortunado”), y que retirarse no es una opción, pero que lo considerará. La mujer de Eugene empieza a ponerse nerviosa, ya que han encontrado una casa en Florida que rápidamente podría encontrar un nuevo comprador. Eugene mata a un hombre de Boston llamado Teddy Spirodakis, que estaba en deuda con Christopher, y le da a Tony su parte de la herencia, pero finalmente Silvio Dante le informa de que Tony ha rechazado su propuesta. A espaldas de la familia del crimen, Eugene es un reticente informante del FBI, que ha empezado a presionarlo más tras haber perdido un importante activo cuando el informante Raymond Curto muere repentinamente de un ataque mientras hablaba con la agente Roby Sanseverino. El FBI también deniega a Eugene sus planes de mudarse a Florida, donde sería mucho menos útil para ellos. Eugene y Deanne discuten sobre Florida; Deanne rechaza alternativas, como comprarse un apartamento para las vacaciones o un sitio mejor en el que vivir en Nueva Jersey, e incluso llega a sugerirle que mate a Tony. También le revela que su hijo ha empezado a consumir heroína. Eugene ojea un álbum familiar, toca unas conchas marinas y después se suicida, ahorcándose en el garaje de su casa.
El agente Dwight Harris aparece en la carnicería Satriale's y le cuenta a Tony que ha estado en Pakistán, porque lo han transferido a antiterrorismo. Así es como ha contraído un parásito que a veces le provoca vómitos, pero ha echado de menos la comida italiana de Satriale's.
La construcción de la casa de Carmela se suspende, debido a una orden de paralización ordenada por el inspector del edificio por uso de maderas inadecuadas. Su padre, Hugh, protesta y pregunta por el inspector con el que él solía trabajar y que habitualmente hacía la vista gorda, pero se entera de que su contacto se ha jubilado. Carmela le pide a Tony que intente levantar la orden de paralización, pero él lo pospone.
Artie Bucco se ha reconciliado con su mujer, Charmaine. Él atiende la mesa de Carmela y Angie Bonpensiero, que han hecho las paces. Ambas se enseñan sus respectivos coches nuevos: el de Carmela, un Porsche Cayenne, que Tony le ha regalado recientemente, y el de Angie, un Chevrolet Corvette, que ha comprado con el dinero que ha ganado en su taller de chapa y los trabajos que hace para Tony.
El estado mental de Junior se ha deteriorado significativamente. Está convencido de que “Little Pussy” Malanga (que fue asesinado hace seis años) va a ir a por él, por lo que teme responder al teléfono o salir de casa. Tony habla a la Dra. Melfi sobre él, y ella le sugiere que considere la residencia asistida, cosa que Tony rechaza, diciendo que es el deber de su familia cuidar de Junior y no llevarlo a un “asilo de ancianos”. Una tarde, en la que Junior está particularmente agitado, la hermana de Tony, Bárbara, es incapaz de hacerse cargo de él debido a una emergencia familiar, mientras que Janice y Bobby dicen estar demasiado ocupados buscando una guardería para Nica, por lo que Tony acaba yendo él personalmente a visitar a su tío. 
Tony cocina pasta para Junior y lo manda a la planta de arriba a recoger su dentadura. Tony le grita que la cena estará lista en breve. Junior, confuso por quien está en la casa, pregunta “quién anda ahí abajo”, a lo que Tony responde “Artie Shaw”. Junior coge una pistola y baja con ella gritando, “Cazzata Malanga!” (“¡La cagaste, Malanga!”) y dispara a Tony en el abdomen. Junior corre entonces escaleras arriba, esconde la pistola bajo la cama y se esconde en el armario. Tony se arrastra por el suelo hasta que consigue marcar el 911 en el teléfono de la cocina, poco antes de perder la consciencia.

## Primeras apariciones
El episodio marca la primera aparición de:
- Agente Ron Goddard: nuevo compañero del agente del FBI Harris, que trabaja en lucha contra el terrorismo.
- Anthony Infante: hermano de Ginny Sacrimoni, dueño de una tienda de gafas.
- Domenica "Nica" Baccalieri: hija de 12 meses de Janice y Bobby.
- James "Murmur" Zancone: socio y padrino de Christopher en Alcohólicos Anónimos. Según Christopher, es muy bueno falsificando documentos.
- Gerry "El Peinado" Torciano: soldado y capo de la familia del crimen Lupertazzi, así como protegido de Phil Leotardo tras la muerte de su hermano; responsalbe de los negocios de Phil Leotardo en Brooklyn tras su promoción a jefe en funciones.

## Fallecidos
- Raymond Curto: ataque fulminante.
- Teddy Spirodakis: asesinado de un disparo por Eugene en un restaurante en Boston.
- Eugene Pontecorvo: suicidio por ahorcamiento.
- Dick Barone: (fuera de pantalla) dueño de la empresa Barone Sanitation; muere de Esclerosis lateral amiotrófica (la enfermedad de Lou Gehrig).